# Леогор Младший
Леогор (др.-греч. Λεωγόρας; родился предположительно около 470 года до н. э. — умер, по одной из версий, после 406/405 года до н. э.) — афинский аристократ, отец оратора Андокида. Дважды обвинялся в святотатстве в связи с делом гермокопидов в 415 году до н. э., но был оправдан.

## Биография
Леогор принадлежал к одному из древнейших аристократических родов Аттики. По данным Плутарха и Свиды, которые в свою очередь ссылаются на Гелланика, он был потомком мифологического героя Одиссея, а тот и по отцу, и по матери происходил от Гермеса, сына самого Зевса. Псевдо-Плутарх возводит родословную Леогора к Гермесу через Кериков. Отцом Леогора был Андокид, дважды занимавший должность стратега — в 446/445 и 441/440 годах до н. э. (во второй раз его коллегами были Перикл и Софокл); дедом был ещё один Леогор, который вместе со своим тестем Харием боролся против тирании Писистратидов.
Леогор родился предположительно в 470 году до н. э. В отличие от своих предков, он не сделал политическую карьеру: будучи богатым человеком, Леогор вёл расслабленную жизнь в своём особняке у храма Форбанта в Афинах и заслужил репутацию любителя роскоши и обжоры. Именно в этом качестве упоминают Леогора современные ему комедиографы — Аристофан и Платон.
В 415 году до н. э., когда неизвестные надругались над гермами, Леогор оказался в числе тех афинян, которых обвинили в святотатстве. Его имя фигурировало в доносе одного раба-лидийца; тот утверждал, что Леогор присутствовал при профанации элевсинских мистерий в доме афинянина Ферекла (правда, во время этого действа Леогор спал, завернувшись в одеяло). Начался суд. Леогор выдвинул встречный иск против своего обвинителя Спевсиппа и выиграл дело, но вскоре он был арестован и оказался в тюрьме вместе со своим сыном Андокидом и ещё примерно десятком родственников. На этот раз некто Диоклид обвинил членов этой семьи в причастности к осквернению герм. Доносчик, по его словам, получил неоспоримые доказательства и решил продать святотатцам своё молчание за денежную награду. Когда он пришёл к дому Леогора, чтобы договориться об условиях сделки, хозяин дома как раз выходил. Не желая участвовать в переговорах, Леогор посоветовал Диоклиду «не отвергать дружбу таких людей». Тот последовал этому совету, но так и не получил обещанные деньги, а потому выступил с доносом.
Леогору грозили пытки и казнь, но он спасся благодаря сыну. Андокид назвал следствию имена людей, которые изувечили гермы, и после этого все его близкие, включая отца, получили оправдание и свободу. О дальнейшей судьбе Леогора точно ничего не известно; согласно одной из гипотез, он умер не раньше 406 или 405 года до н. э..

## Семья
Леогор был женат на дочери Тисандра и сестре Эпилика. В этом браке родились сын, Андокид, ставший известным оратором, и дочь — жена Каллия, сына Телокла. В семье Леогора воспитывался и племянник по имени Хармид, сын Аристотеля.